# 52丁目駅 (IRTフラッシング線)
52丁目駅（52ちょうめえき、英語: 52nd Street）は、ニューヨーク市地下鉄IRTフラッシング線の駅である。クイーンズ区ウッドサイドの52丁目とルーズベルト・アベニューの交差点に位置し、7系統が終日停車する。愛称として52丁目-リンカン・アベニュー駅 (52nd Street–Lincoln Avenue) とも呼ばれる。

## 歴史
この駅は1917年4月21日にIRTフラッシング線の終点であったクイーンズボロ・プラザ駅からアルバーティス・アベニュー駅（現：103丁目-コロナ・プラザ駅）までの延伸開通と共に開業した。
駅のホームは1955年から1956年にかけてホーム有効長を11両編成に対応にするために延長する工事を行った。

## 駅構造
| P プラットホーム階           |                                                                   |                                          |
| 相対式ホーム、右側ドアが開く |                                                                   |                                          |
| 南行緩行線                   | ← 34丁目-ハドソン・ヤード駅行き（46丁目-ブリス・ストリート駅）    |                                          |
| 急行線                       | ← 通過 →                                                          |                                          |
| 北行緩行線                   | → フラッシング-メイン・ストリート駅行き（61丁目-ウッドサイド駅）→ |                                          |
| 相対式ホーム、右側ドアが開く |                                                                   |                                          |
| M                            | 改札階                                                            | 改札口、駅員詰所、メトロカード自動券売機 |
| G                            | 地上階                                                            | 出入口                                   |

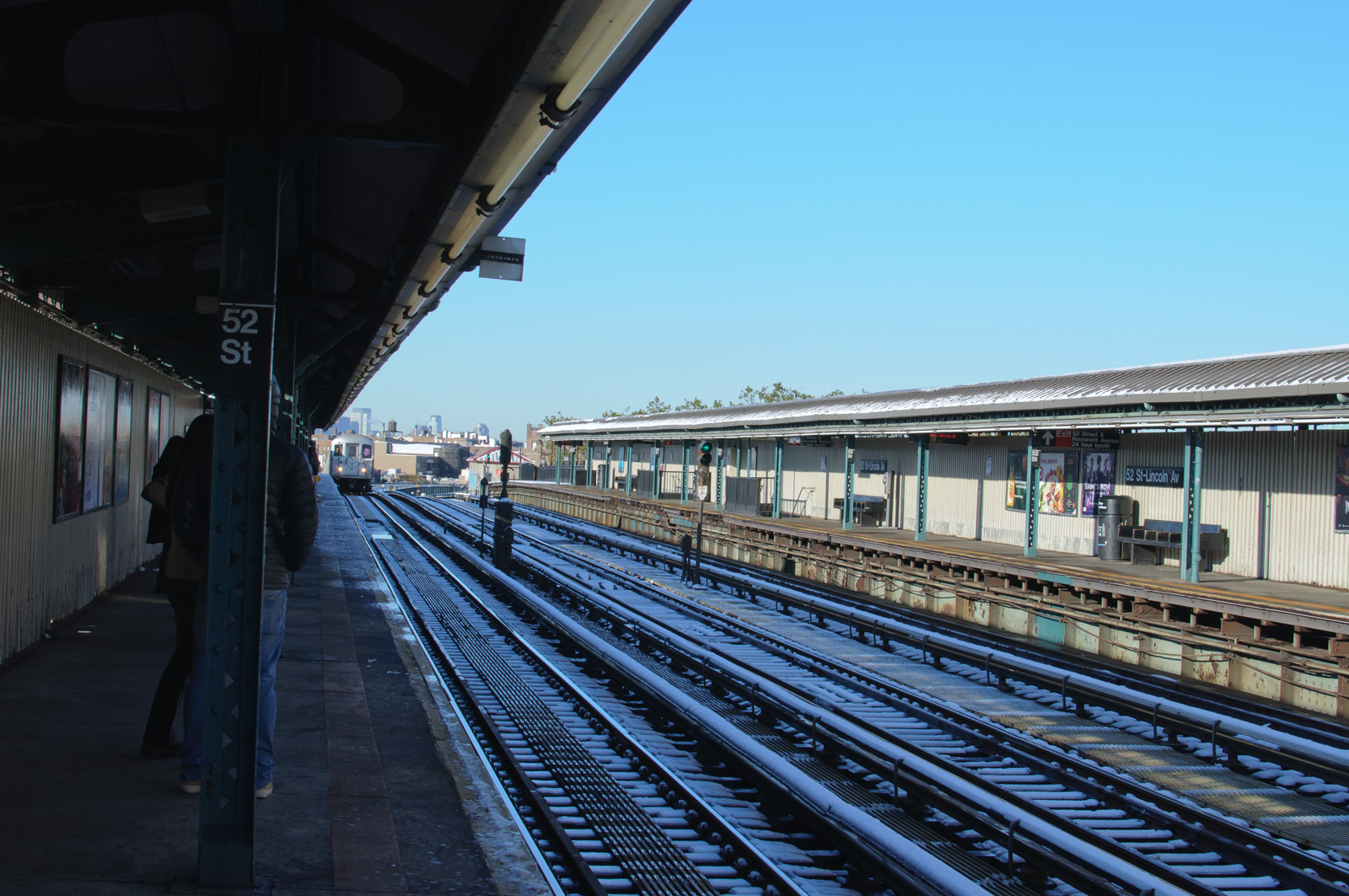
7系統の列車が駅に入線する

駅は相対式ホーム2面と緩行線2線、急行線1線を有している2面3線の高架駅で、中央の急行線はラッシュ時に混雑方向へ向かう<7>系統が通過する。ホームは南端を除いて茶色の屋根とそれを支える緑の柱、ベージュの外壁があり、北行ホーム南端は外壁のみ、南行ホーム南端は腰付近までの高さのフェンスがある。
当駅はルーズベルト・アベニュー上にある最も南の駅（地理的には西端）で、線路は駅の西でカーブしクイーンズ・ブールバード上を通過し46丁目-ブリス・ストリート駅に入る。

### 出口
当駅の改札口は駅の両端2ヶ所にある。南側の改札口は終日開いており各ホームへの階段と回転式改札機、きっぷ売り場と通りへの階段2つがある。通りへの階段は51丁目と52丁目の間のルーズベルト・アベニューの両側に降りている。また、改札内での南北ホーム間の移動も可能である。
北端の改札口には各ホームへの階段と回転式改札機1つ、通りへの階段2つがある。通りへの階段は53丁目と54丁目の間のルーズベルト・アベニューの両側に降りている。